# Polygala santacruzensis
Polygala santacruzensis är en jungfrulinsväxtart som beskrevs av Grondona. Polygala santacruzensis ingår i släktet jungfrulinssläktet, och familjen jungfrulinsväxter. Inga underarter finns listade i Catalogue of Life.